# Zhang Yongjun
Dans ce nom, le nom de famille, Zhang, précède le nom personnel.
Zhang Yongjun, (en chinois : 張勇軍), né le 4 janvier 1963, dans la province du Hubei en Chine, est un ancien joueur et entraîneur chinois de basket-ball. Il évolue durant sa carrière au poste de meneur.